# Jean Charles Joseph Hyacinthe de Sars
Jean Charles Joseph Hyacinthe de Sars est un aristocrate et un homme politique français, né à Valenciennes en 1733 et mort à Laon en 1802. 
Lieutenant des maréchaux de France au siège présidial de Laon, procureur syndic de l'assemblée d'élection de la même ville pour la noblesse, commissaire pour la formation du département de l'Aisne en 1790,  il devient maire de Laon en 1800.

## Biographie
D'une famille aristocratique issue des Flandres (les armes familiales, à savoir d’or à la bande de gueules, chargée de trois lionceaux d’argent, ont été enregistrées en 1696 à l’Armorial général, registre de Valenciennes), Jean-Charles de Sars, né le 23 juin 1733 dans le berceau de sa famille à Valenciennes, sera peut-être celui de sa branche qui fixera les de Sars durablement dans le Laonnois à la fin du XVIIIe siècle, par son union en 1771 avec la fille d'un juge présidial de Laon, chevalier de Buzerolles. 
En 1777, il produit sa généalogie au Conseil de l’Élection à Laon, généalogie remontant à Guillaume Barat, seigneur de Sars, grand bailli de Hainaut en 1360. Il est appelé, dès les débuts de la Révolution, à siéger comme représentant de l'Assemblée de la Noblesse du Vermandois, dont il est élu commissaire (1789). Il accumule alors les titres : chevalier de Saint-Louis, lieutenant des maréchaux de France à Laon, il sera nommé, en 1790, par le roi Louis XVI, commissaire pour la formation du département de l'Aisne, tâche délicate consistant à déterminer les délimitations administratives de la nouvelle circonscription à partir du démembrement de l'ancienne généralité de Soissons.
Le 4 avril 1800, le futur Napoléon Ier, alors Premier Consul, le nomme par arrêté maire de Laon, préfecture de l'Aisne ; c'est Charles-Philibert Regnault, délégué du préfet, qui l'installe officiellement dans ses fonctions. Il meurt à Laon le 17 juin 1802. Le mariage qu'il a fait à Laon aura probablement suffi à donner droit de cité à la famille de Sars à Laon, comme en témoigne, sous la Restauration, la dévolution de la mairie de la ville au fils issu de cette union, Pierre-Joseph de Sars de la Suze, au-delà des clivages politiques et des changements de régime,.

## Interrogations autour de l’implantation laonnoise
Certains historiens, notamment La-Tour-du-Pin Chambly, émettent des doutes quant à l’hypothèse selon laquelle Jean Charles Joseph Hyacinthe de Sars aurait été le premier de sa lignée à faire souche en Laonnois. On trouve en effet des aristocrates portant le même nom, avec cependant des variantes plus ou moins importantes de graphie, à Prémont en Cambrésis, au Catelet, à Seboncourt et jusqu'à Chaumont-en-Valois. Pour autant, les différences radicales dans les armoiries enregistrées et conservées de ces familles rendent assez improbable une commune origine qui se résumerait au Hainaut.
Quoi qu'il en soit, une série d’unions ou d’alliances avec diverses familles laonnoises (notamment Dagneau de Richecour, de Brauer, Cizancourt) a parachevé l’attachement de la famille de Sars à la région de Laon : les descendants se sont ensuite fixés à Urcel et Nouvion-le-Vineux.